# Liríope (mitología)
En la mitología griega, Liríope (Λιριόπη o Λειριόπη), sólo citada por Ovidio, es una ninfa de Tespias, citada como la madre del malhadado Narciso. El mismo autor no revela quiénes eran los padres de la ninfa. Estudiosos modernos, no obstante, conjeturan que Liríope ha de ser una de las ninfas de las fuentes —esto es una náyade pegea—.
El autor la menciona brevemente, a saber: «este Tiresias, famosísimo en las ciudades aonias, daba respuestas irreprochables a gente que se las solicitaba. La primera que puso a prueba la fiabilidad y la validez de sus predicciones fue la azulada Liríope, a la que en otro tiempo el Cefiso envolvió en sus meandros y, encerrada en sus aguas, la forzó. De su vientre grávido la hermosísima ninfa dio a luz un niño, ya entonces digno de ser amado, al que llamó Narciso. Al preguntarle ella sobre él, si llegaría a ver los largos años de una vejez madura, dijo el adivinador del porvenir: "Si no llega a conocerse a sí mismo". Durante mucho tiempo parecieron vanas las palabras del augur; pero el final y los hechos las ratifican, y el tipo de muerte, y la novedad de su locura».
Higino incluye a Narciso entre su lista de los efebos más bellos y dice que es hijo del Cefiso pero obvia a la propia Liríope.